# Altja
Altja – wieś w Estonii, w prowincji Virumaa Zachodnia, w gminie Vihula.